# Robert Berić
Robert Berič, slovenski nogometaš, * 17. junij 1991, Krško.

## Življenjepis
Berič je začel z igranjem nogometa pri šestih leti za NK Krško. Kmalu so ga prepoznali tudi pri tedanjem Interblocku iz Ljubljane. Doslej je igral za 7 različnih klubov v štirih državah. Trenutno je član francoskega Saint-Étienne in je slovenski članski reprezentant. Svojo prvo tekmo za Slovenijo je odigral 14.novembra 2012 , ko je na prijateljski tekmi proti Makedoniji v Skopju v 78.minuti zamenjal Josipa Iličića. 

## Klubska kariera
| Sezona    | Klub                 | Država    | Liga | Nastopov | Golov |
| --------- | -------------------- | --------- | ---- | -------- | ----- |
| 2006-2008 | Krško                | Slovenija | II   | 15       | 3     |
| 2008-2010 | Interblock Ljubljana | Slovenija | I    | 34       | 12    |
| 2010-2013 | Maribor              | Slovenija | I    | 101      | 29    |
| 2013-2014 | Sturm Graz           | Avstrija  | I    | 35       | 10    |
| 2014-2015 | Rapid Dunaj          | Avstrija  | I    | 49       | 33    |
| 2015-     | Saint-Étienne        | Francija  | I    | 58       | 22    |
| 2014-2015 | Anderlecht           | Belgija   | I    | 6        | 0     |